# Honda XR 125
La Honda XR125L fue una motocicleta fabricada por Honda de 125 cc de 4 tiempos, modalidad trail, ideal para conductores jóvenes. Salió al mercado el año 1993/1994. Se fabricaba en tres colores, rojo, negro y blanco.
Una motocicleta popular para muchos, debido a su gran manejo, la suspensión de largo recorrido para la absorción de baches peligrosos, el poco consumo de combustible y altamente fiable motor de 124 cc de cuatro tiempos. Aunque no es una moto de 125 cc particularmente potente, generando 11,13 HP (8,1 kW) a 8500 RPM, y una velocidad máxima de alrededor de 90 km/h a 95 km/h , el motor se considera generalmente, con un mantenimiento adecuado, a prueba de balas cuando se trata de a la fiabilidad.
Los neumáticos de esta moto son generalmente de doble deporte como estándar, de agarre suficiente para las pistas, pero tienen una banda de rodamiento más profunda de lo normal para permitir una conducción poco off-road y así tener pocos problemas en el manejo de la moto en carretera como nos puede pasar con una plena off-road.
El chasis es de simple cuna desdoblado de acero, el basculante es de doble brazo de acero. La suspensión delantera es de horquilla convencional 31 mm. La suspensión trasera es monoamortiguador, con reglajes susp. trasera de precarga.

## Características técnicas

### Motor
- Cilindrada: 124.0 cc
- Potencia: / r. p. m. 8.3 kW /8500 min-1(95/1/EC)
- Tipo de motor: 4T OHC
- Cilindros: 1
- Diám. x carrera: 56.5 x 49.183mm
- Rel. compresión: 9.5:1
- Alimentación: carburador de 22 mm tipo PD
- Refrigeración: aire
- Encendido: digital transistorizado con avance electrónico
- Arranque: eléctrico
- Capacidad de la batería: 12 V /4 AH
- Potencia del arrancador: 155 W
- Embrague: multidisco en baño de aceite con muelles
- Activación del embrague: mecánico; por cable

### Datos generales
- Longitud: 2110 mm
- Distancia entre ejes: 1358 mm
- Anchura: 820 mm
- Altura asiento: 840 mm
- Peso en vacío: 119.10 kg
- Capacidad depósito: 12.00 L (incluidos 3,1 litros de reserva)

### Estructura de la moto
- Chasis: semi-doble cuna
- Material: acero
- Avance: 89 mm
- Lanzamiento: 25.º 40'
- Suspensión delantera: horquilla telescópica
- Diám. barras: 31 mm
- Recorrido: 180 mm
- Suspensión trasera: amortiguador Monoshock
- Recorrido: 160 mm
- Freno delantero: disco hidráulico
- Diámetro: 240 mm
- Accionamiento: pinza doble pistón y pastillas de resina
- Freno trasero: Tambor
- Diámetro: 110 mm
- Neumático delantero: 90/90-19M/C 1.85
- Presión: 150 kPa
- Tamaño de la llanta: 19 M/C x MT1,85
- Neumático trasero: 110/90x17M/C 60P
- Presión: 150 kPa
- Tamaño de la llanta: 17 M/C x MT2,15

- Datos: Q1626639